# Evergreen Marine
Evergreen Marine Corporation (kitajsko: 長榮海運) je tajvansko podjetje, ki se ukvarja z ladijskim transportom. Podjetje je 1. septmebra 1968 ustanovil milijarder Jung-Fa Čang. Sedež podjetja je v mestu Taoyuan. V floti ima več kot 180 kontejnerskih ladij, družba pluje v 240 pristaniščih v 80 državah.  Ladje družbe se zlahka prepozna po zimzeleni ("evergreen") barvi.